# Deverra
Deverra är ett släkte i familjen flockblommiga växter. Släktets arter förekommer i Nordafrika, Mellanöstern och södra Afrika.

## Arter
Enligt Plants of the World Online omfattar släktet tio arter:
- Deverra aphylla (Cham. & Schltdl.) DC.
- Deverra battandieri (Maire) Podlech
- Deverra burchellii (DC.) Eckl. & Zeyh.
- Deverra denudata (Viv.) Pfisterer & Podlech
- Deverra juncea Ball
- Deverra rapaletsa Magee & Zietsman
- Deverra reboudii Coss. & Durieu
- Deverra scoparia Coss. & Durieu
- Deverra tortuosa (Desf.) DC.
- Deverra triradiata Hochst. ex Boiss.